# Heliophanus fuerteventurae
Heliophanus fuerteventurae là một loài nhện trong họ Salticidae.
Loài này thuộc chi Heliophanus. Heliophanus fuerteventurae được Joachim Schmidt & Otto Krause miêu tả năm 1996.